# Uetendorf
Uetendorf (toponimo tedesco) è un comune svizzero di 5 950 abitanti del Canton Berna, nella regione dell'Oberland (circondario di Thun).

## Monumenti e luoghi d'interesse
- Chiesa riformata, eretta nel 1955[1].

## Società

### Evoluzione demografica
L'evoluzione demografica è riportata nella seguente tabella:
Abitanti censiti

## Geografia antropica

### Frazioni
Le frazioni di Uetendorf sono:
- Allmend
- Berg
- Buchshalten
- Chandermatte[senza fonte]
- Dorf
- Fliederweg
- Gibliz
- Guet[senza fonte]
- Uetendorfberg
- Willenrüti

## Infrastrutture e trasporti

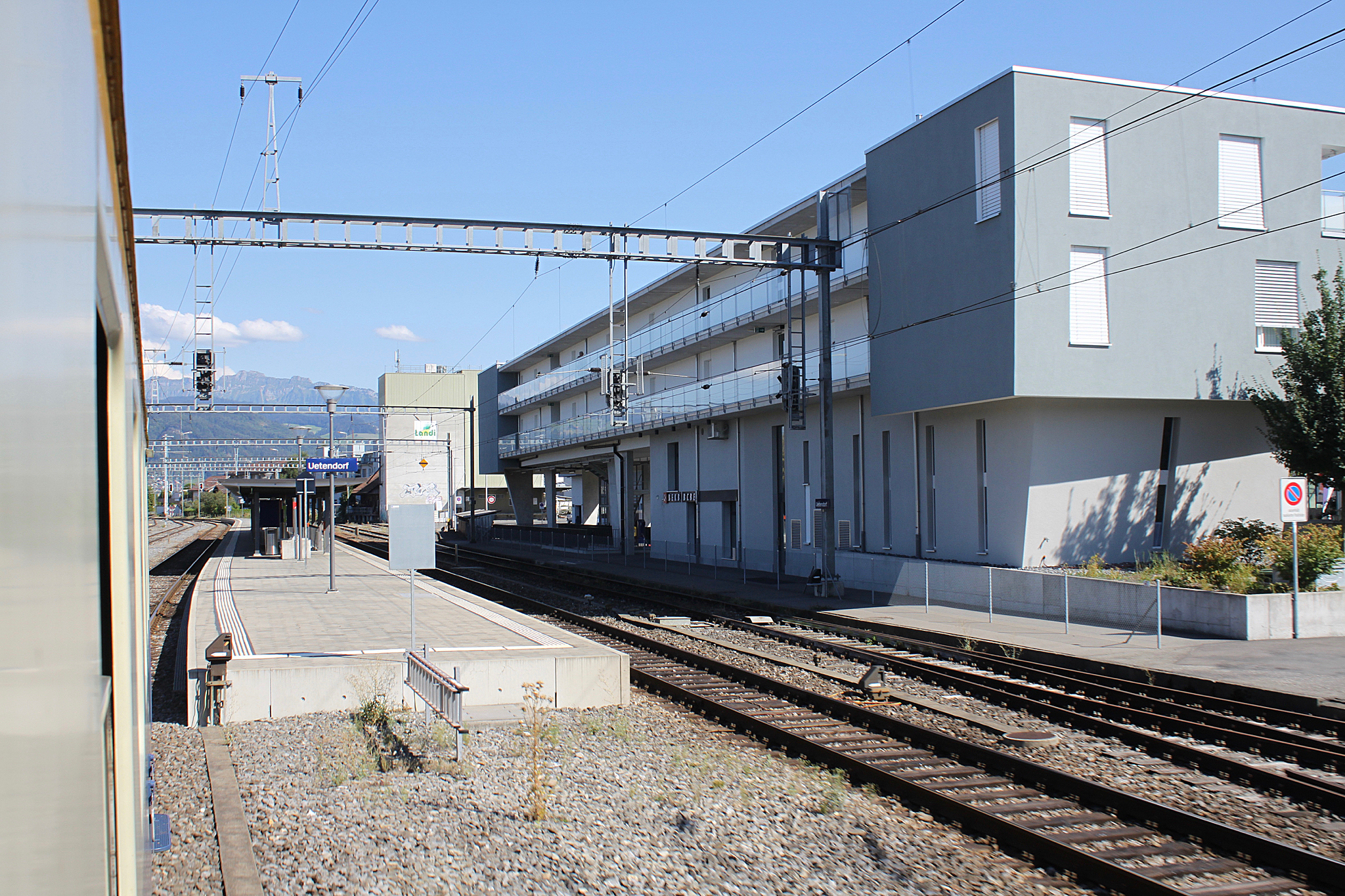
La stazione di Uetendorf

Uetendorf è servito dall'omonima stazione e da quella di Uetendorf Allmend sulla ferrovia Gürbetalbahn.

## Amministrazione
Ogni famiglia originaria del luogo fa parte del cosiddetto comune patriziale e ha la responsabilità della manutenzione di ogni bene ricadente all'interno dei confini del comune.